# Xã Wilburn, Quận Ford, Kansas
Xã Wilburn (tiếng Anh: Wilburn Township) là một xã thuộc quận Ford, tiểu bang Kansas, Hoa Kỳ. Năm 2010, dân số của xã này là 91 người.